# 広瀬伸一
広瀬 伸一（ひろせ しんいち、1957年12月12日 - 2007年9月26日）は、元アナウンサー。ラジオたんぱ（現：ラジオNIKKEI）アナウンサーを経て、フリーアナウンサーとして中央競馬の実況を中心に活躍した。

## 略歴
神奈川県横浜市出身。法政大学法学部卒業後、東京アナウンスアカデミーに入学。1981年、日本短波放送に入社。初実況は1982年5月2日の京都1R、アラブオープン（勝馬：ヒミノタカ）。1990年6月上旬までは東日本の競馬場（札幌、函館、福島、新潟、東京、中山）を中心に実況を担当してきたが、同年7月からは西日本の競馬場（中京、京都、阪神、小倉）を中心に実況を担当していた。
2003年に退社し、その後はフリーアナウンサーとなる。
1996年のバイオレットステークスでは、降雪の中、全く馬が見えない状況で実況したり、実況を担当するレースになぜか審議がかかることが多いとされるなどのエピソードがある。ちなみに後者のエピソードに関しては、本人が自ら調べ、その風評を否定していた。
大学時代より映画鑑賞を趣味とし、映画には大変詳しかった。また、宝塚歌劇のファンでもあった。ビールとチヂミと海鮮焼きそばを好んだ。
フリー転向後は、競馬実況だけでなく、英知大学（後の聖トマス大学）などで、学生により良い話し方を教授した。
2006年7月に難治性の未分化がんであるとの診断を受けたが、仕事に対する情熱をいささかも失うことなく実況を続けた。ラジオNIKKEI携帯公式サイト「競馬インパクト」の2007年2月1日付の自筆コラムにおいて、胃がんである旨を公表。外科的治療のため一旦実況を休止するも、同年2月25日の前半の実況で復帰した。
しかし2007年5月末、病状が悪化。懸命の治療も空しく、同年9月26日12時41分（JST）死去。49歳没。訃報を受け、ラジオNIKKEIでは9月29日・30日に競馬中継終了後に追悼番組『声で伝え続けた四半世紀（広瀬伸一さんを偲んで）』を放送。また、グリーンチャンネルでも『RIDE ON 22』の同年10月17日放送分で追悼コーナーを設けて放送した。

## 競馬GI実況履歴
- 高松宮記念（1997年・1999年〜2001年）
- 桜花賞（1994年・1997年・2003年）
- 天皇賞（春）（1995年・2002年・2004年〜2006年）
- 優駿牝馬（1988年〜1990年）
- 宝塚記念（1991年〜1993年・1996年・1998年〜2002年・2004年）
- 秋華賞（1997年・1999年〜2001年・2003年・2005年）
- 菊花賞（2004年・2006年）
- エリザベス女王杯（1994年・1996年・2001年〜2002年）
- マイルチャンピオンシップ（1991年〜1993年・1995年・1997年〜1999年・2003年・2006年）
- 阪神ジュベナイルフィリーズ（1992年〜2002年）
- 有馬記念（1989年）